# Arsinoitheriidae
Famille
Les Arsinoitheriidae sont une famille fossile de l'ordre, lui aussi disparu, des embrithopodes. Ce sont d'étranges mammifères présentant une ressemblance superficielle avec les rhinocéros. Les fossiles datent du milieu de l'Oligocène au début du Miocène. Ils se rapprochent des proboscidiens, des siréniens, des damans et des oryctéropes, étant comme eux des paenongulés. Ils sont nommés ainsi en l'honneur de la reine d'Égypte Arsinoé II, femme du pharaon Ptolémée II.

## Description
L'espèce la plus célèbre et la plus emblématique du groupe est Arsinoitherium zitteli, datant de l'Oligocène du Fayoum, en Égypte. Ces animaux étaient des végétariens qui devaient vivre dans des zones forestières. Le Fayoum était à l'époque une plaine inondable et l'endroit devait receler des mangroves baignées par des courants lents, ainsi que des étangs. Des Arsinoitheriidae, tout du moins des fragments de mâchoire, ont également été trouvés en Turquie, Roumanie et Mongolie, mais il s'agit d'espèces plus basales. Les incisives sont petites et en ciseau (contrairement aux rhinocéros), et les canines inexistantes. Les dents jugales disposent d'une couronne haute. Les molaires présentent des crêtes coupantes en forme de croissant, ce qui est typique des animaux folivores. Les membres allongés et les larges autopodes pentadigités aux doigts volumineux suggèrent que ces animaux, même le massif Arsinoitherium qui atteignait 1,80 m au garrot, étaient capables de se déplacer facilement sur des longues distances, par exemple dans des endroits humides. Ses pattes devaient alors l'empêcher de s'enfoncer dans le sol, malgré sa masse.
La plupart des arsinoithères sont remarquables par la possession d'une paire d'appendices osseux en forme de cornes larges et massives attachées au crâne. Chacune de ces cornes disposait d'une autre petite corne partant de l'arrière, située en arrière des yeux. Il est possible que ces cornes aient été recouvertes d'une couche de kératine d'origine épidermique, comme chez les ruminants.
Ce cas distingue les Arsinoitheriidae des Rhinocerotidae, d'allure relativement proche, mais dont la corne est constituée uniquement de kératine.
Les arsninoithères sont les derniers embrothopodes, ils s'éteignent au début du Miocène.

## Sources
- Prehistoric mammals, Alan Turner, National Geographic.

1. ↑  « Biologie animale, les Cordés », 9e édition, Beaumont et Cassier, Dunod, 2009